# 阿黒土別克口岸
阿黒土別克口岸（あこくどべつこくこうがん）は中華人民共和国新疆ウイグル自治区アルタイ地区カバ県とカザフスタン東カザフスタン州の間に位置する出入国検査場。
カバ県中心部より117km、アルタイ市より284kmに位置している。1992年8月、中国・カザフスタン両国政府の同意により国境検査場の設置が決定し、1994年3月に第三国旅行者に対しても開放されることが決定されたが、両国民以外の通過は現在認められていない。